# HELT
HELT (англ. Helt bHLH transcription factor) – білок, який кодується однойменним геном, розташованим у людей на 4-й хромосомі. Довжина поліпептидного ланцюга білка становить 242 амінокислот, а молекулярна маса — 26 913.
| 10         |  | 20         |  | 30         |  | 40         |  | 50         |
| ---------- |  | ---------- |  | ---------- |  | ---------- |  | ---------- |
| MSDKLKERKR |  | TPVSHKVIEK |  | RRRDRINRCL |  | NELGKTVPMA |  | LAKQSSGKLE |
| KAEILEMTVQ |  | YLRALHSADF |  | PRGREKAELL |  | AEFANYFHYG |  | YHECMKNLVH |
| YLTTVERMET |  | KDTKYARILA |  | FLQSKARLGA |  | EPAFPPLGSL |  | PEPDFSYQLH |
| PAGPEFAGHS |  | PGEAAVFPQG |  | SGAGPFPWPP |  | GAARSPALPY |  | LPSAPVPLAS |
| PAQQHSPFLT |  | PVQGLDRHYL |  | NLIGHAHPNA |  | LNLHTPQHPP |  | VL         |

A: Аланін

C: Цистеїн

D: Аспарагінова кислота

E: Глутамінова кислота

F: Фенілаланін

G: Гліцин

H: Гістидин

I: Ізолейцин

K: Лізин

L: Лейцин

M: Метіонін

N: Аспарагін

P: Пролін

Q: Глутамін

R: Аргінін

S: Серин

T: Треонін

V: Валін

W: Триптофан

Кодований геном білок за функцією належить до репресорів. 
Задіяний у таких біологічних процесах, як транскрипція, регуляція транскрипції, ацетилювання, альтернативний сплайсинг. 
Білок має сайт для зв'язування з ДНК. 
Локалізований у ядрі.